# Orectognathus sexspinosus
Orectognathus sexspinosus är en myrart som beskrevs av Auguste-Henri Forel 1915. Orectognathus sexspinosus ingår i släktet Orectognathus och familjen myror. Inga underarter finns listade i Catalogue of Life.